# Lagăr de prizonieri de război

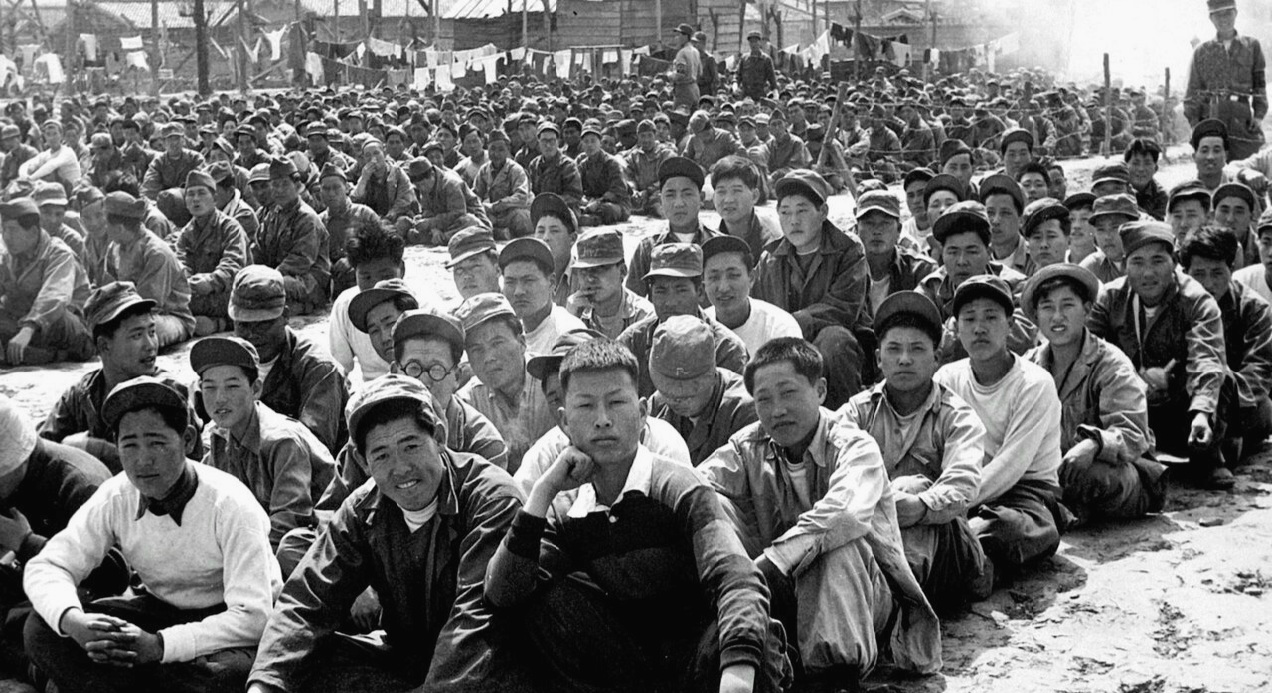
Lagăr de prizonieri de război din Busan în 1951

Lagărul de prizonieri de război este un centru de detenție existent pe perioada unui
război și destinat prizonierilor.